# Penguin Random House
A Penguin Random House LLC é uma editora multinacional conglomerada formada em 2013 a partir da fusão do Penguin Group e da Random House.
Em abril de 2020, a Bertelsmann anunciou a conclusão da compra da Penguin Random House, que havia sido anunciada em dezembro de 2019, comprando a fatia de 25% da Pearson plc na empresa. Com essa compra, a Bertelsmann tornou-se o único proprietário da Penguin Random House. O grupo editorial de língua alemã da Bertelsmann, Verlagsgruppe Random House, foi completamente integrado à Penguin Random House, adicionando 45 selos à empresa, totalizando 365 selos.
Em 2021, a Penguin Random House empregava cerca de 10.000 pessoas em todo o mundo e publicava 15.000 títulos anualmente em suas 250 divisões e selos. Esses títulos incluem ficção e não-ficção para adultos e crianças, tanto impressos quanto digitais. A Penguin Random House compreende a Penguin e a Random House nos EUA, Reino Unido, Canadá, Austrália, Nova Zelândia, Portugal e Índia; Penguin no Brasil, Ásia e África do Sul; Dorling Kindersley em todo o mundo; e as empresas da Random House na Espanha, América Hispânica e Alemanha. No Brasil, também é sócia majoritária da editora Companhia das Letras, maior selo editorial do país.
Em novembro de 2020, o The New York Times informou que a Penguin Random House estava planejando comprar a Simon & Schuster da Paramount Global por US$ 2,175 bilhões. Em novembro de 2021, o Departamento de Justiça dos EUA entrou com uma ação para interromper o acordo por motivos antitruste.

## História

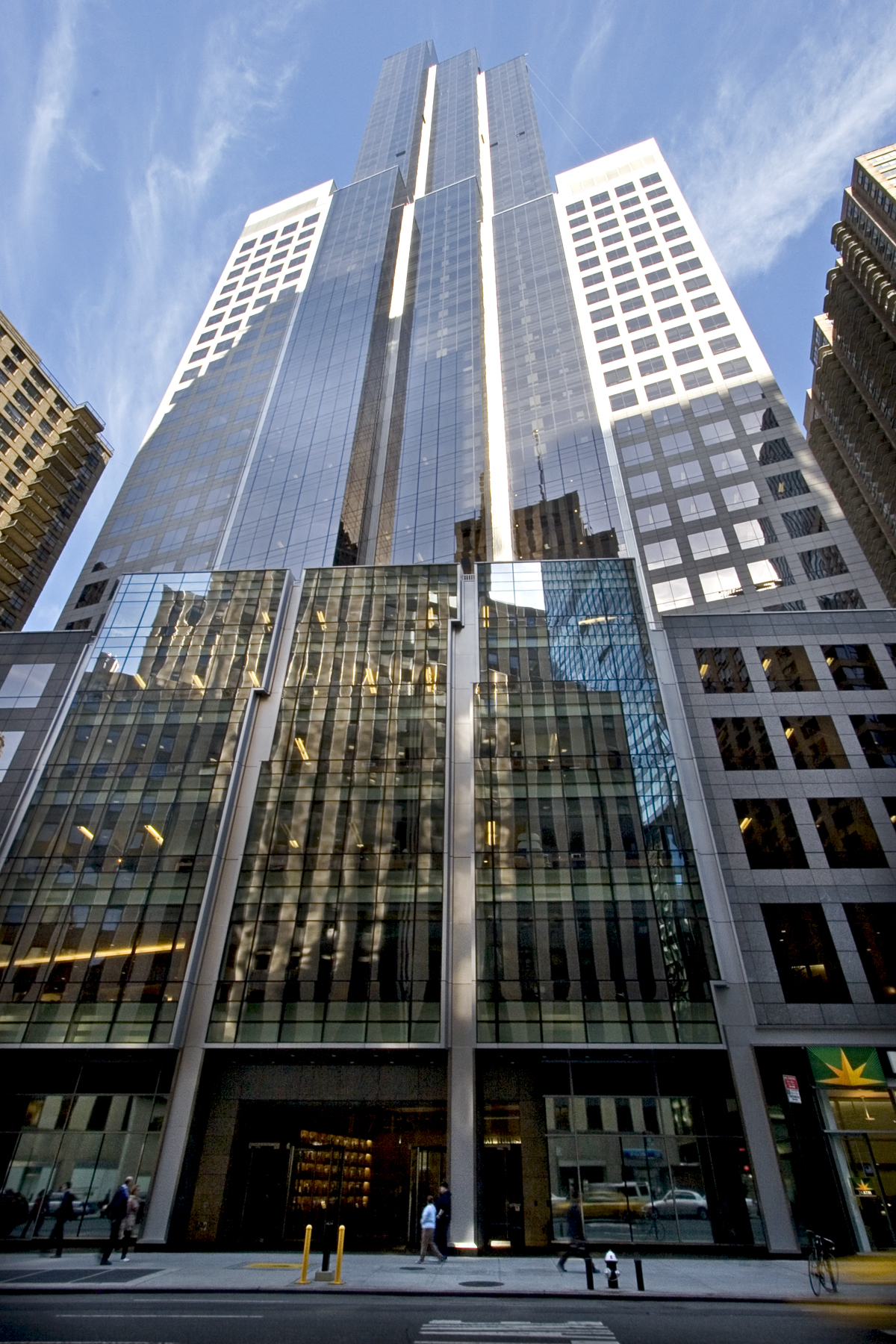
A Random House Tower em Nova Iorque

A Penguin Random House foi fundada em 2013 por Markus Dohle após a conclusão de uma transação de £2,4 bilhões entre a Bertelsmann e a Pearson para fundir suas respectivas editoras, Random House e Penguin Group. Bertelsmann e Pearson, as empresas-mãe, inicialmente possuíam 53% e 47%, respectivamente. A fusão foi uma resposta da indústria editorial a mudanças no mercado de livros, impactado pelo crescimento dos ebooks e de empresas como a Amazon. Em setembro de 2014, o Random House Studio assinou um contrato de produção com a Universal Pictures, sob o qual a Random House seria a produtora de filmes baseados nos livros da Penguin Random House. A subsidiária da Universal Focus Features tem colaborado frequentemente com a Random House Films.
Em novembro de 2015, a Pearson anunciou que mudaria a marca para se concentrar em sua divisão de educação, movimento que também envolveu as vendas do Financial Times e de sua participação no The Economist Group anteriormente naquele ano. Em julho de 2017, a Pearson vendeu uma participação de 22% no negócio para a Bertelsmann, mantendo assim uma participação de 25%.  A Bertelsmann acertou a compra dos 25% restantes da Person na empresa em dezembro de 2019 por U$ 675 milhões. A transação foi concluída em abril de 2020. Em junho de 2020, a Penguin Random House fez parte de um grupo de editoras que processou o Internet Archive, argumentando que sua coleção de e-books estava negando receita a autores e editores e acusando o site de ser "engajado em infração proposital de copyright em larga escala".
A Penguin Random House entrou em acordo para adquirir a Simon & Schuster da ViacomCBS (atual Paramount Global) por U$2,1 bilhões, desbancando as concorrentes HarperCollins, da News Corp, e Vivendi, proprietária da Hachette. O anúncio veio acompanhado de preocupações a respeito do preço dos livros, do pagamento aos autores e o funcionamento das livrarias independentes. Em 2 de novembro de 2021, o Departamento de Justiça dos EUA entrou com uma ação civil antitruste para bloquear a proposta de aquisição da Simon & Schuster pela Penguin Random House. O processo alegou que a aquisição criaria uma editora com muita influência sobre livros e pagamentos de autores. A juíza Florence Y. Pan bloqueou a aquisição da Simon & Schuster em outubro de 2022.
Posteriormente, a Paramount e a PRH desistiram do acordo de venda.